# Mark Fish
Mark Fish   (Ciutat del Cap, 14 de març de 1974) és un exfutbolista sud-africà de les dècades de 1990 i 2000.
Fou internacional amb la selecció de futbol de Sud-àfrica.
Pel que fa a clubs, destacà a Jomo Cosmos, Orlando Pirates, SS Lazio, Bolton Wanderers i Charlton Athletic.

## Estadístiques
| Selecció   | Any   | Partits | Gols |
| ---------- | ----- | ------- | ---- |
| Sud-àfrica | 1993  | 1       | 0    |
| Sud-àfrica | 1994  | 6       | 0    |
| Sud-àfrica | 1995  | 4       | 0    |
| Sud-àfrica | 1996  | 10      | 2    |
| Sud-àfrica | 1997  | 10      | 0    |
| Sud-àfrica | 1998  | 14      | 0    |
| Sud-àfrica | 1999  | 8       | 0    |
| Sud-àfrica | 2000  | 7       | 0    |
| Sud-àfrica | 2004  | 2       | 0    |
| Total      | Total | 56      | 15   |